# 木瓜牛乳

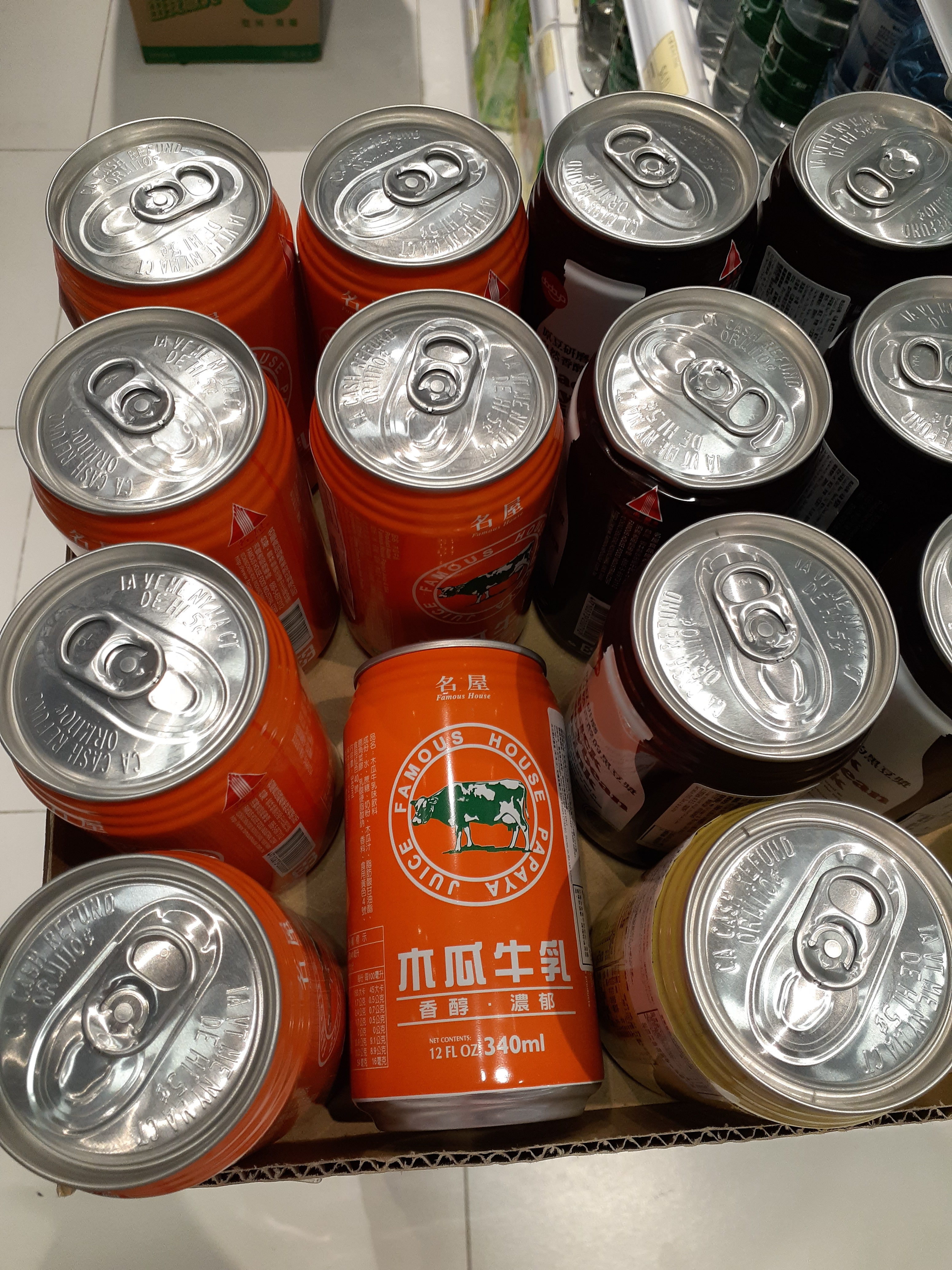
木瓜牛乳の缶飲料（香港）

木瓜牛乳（ムーグアニゥルー、木瓜牛奶、ムーグワニウナイ）は、台湾のソフトドリンクの一種。定番の飲料の一種であり、台湾ではドリンクスタンドでも販売されている。
台湾にはフルーツを用いたソフトドリンクが多種あるが、木瓜牛乳はパパイアと牛乳を合わせたソフトドリンクであり、日本では「パパイアミルク」とも呼ばれている。
木瓜牛乳は台湾全土で飲まれているが、高雄牛乳大王（高雄市）が発祥とされる。高雄牛乳大王が高雄市に木瓜牛乳を持ち込んだ際の競合相手は冬瓜茶だった。当時、冬瓜茶は5元が相場だったが、高雄牛乳大王は木瓜牛乳を3元で販売を行い、人気を得た。